# Anthony Johnson (colono)
Anthony Johnson (b. c. 1600 – d. 1670) era un  angoleño negro conocido por lograr riqueza a principios del siglo XVII en la Colonia de Virginia. Fue uno de los primeros terratenientes afroamericanos y, merced a una sentencia a su favor por los tribunales de Virginia, obtuvo el derecho de poseer legalmente un esclavo.  Pese a haber sido sirviente contratado a partir de 1621, ganó su libertad al cabo de varios años, y la colonia de Virginia le concedió tierras.
Más tarde se convirtió en agricultor de tabaco en Maryland. Logró una gran riqueza después de completar su mandato como sirviente contratado, y se le ha referido como "el patriarca negro" de la primera comunidad de propietarios negros en América".

## Biografía

### Primeros años
A principios de la década de 1620, los traficantes de esclavos capturaron al hombre que más tarde sería conocido como Anthony Johnson en Angola portuguesa, lo llamaron Antonio y lo vendieron al comercio de esclavos en el Atlántico. Antonio fue comprado por un colono en Virginia. Como sirviente contratado, Antonio trabajaba para un comerciante en la Compañía de Virginia. También era católico.
Navegó a Virginia en 1621 a bordo del "James". El censo de Virginia Muster (censo) de 1624 enumera su nombre como "Antonio no dado", registrado como "un negro" en la columna de "notas". Los historiadores tienen cierta disputa sobre si se trataba del Antonio conocido más tarde como Anthony Johnson, ya que el censo enumera varios "Antonios". Este se considera el más probable.
Johnson fue vendido como servidumbre por contrato a un plantador blanco llamado Bennet para trabajar en su granja de tabaco de Virginia. (Las leyes de esclavos no se aprobaron hasta 1661 en Virginia; antes de esa fecha, los africanos no se consideraban oficialmente esclavos). Por lo general, estos trabajadores trabajaban bajo un contrato de contrato limitado durante cuatro a siete años para pagar sus cuotas de pasaje, habitación, comida, alojamiento y libertad. En los primeros años coloniales, la mayoría de los africanos en las Trece Colonias estaban sujetos a tales contratos de  servidumbre contratada. Con la excepción de los contratados de por vida, fueron liberados después de un período de contrato. Aquellos que lograron sobrevivir a su período de contrato recibirían tierras y equipos después de que sus contratos expiraran o fueran comprados. La mayoría de los trabajadores blancos en este período también llegaron a la colonia como sirvientes contratados.[cita requerida]
Antonio casi pierde la vida en la masacre de los indios de 1622, cuando la plantación de Bennet fue atacada. Los Powhatan, que eran los pueblos indígenas de las colonias dominantes en la región de Tidewater de Virginia, estaban intentando desalojar a los colonos. Allanaron el asentamiento donde Johnson trabajaba el Viernes Santo y mataron a 52 de los 57 hombres presentes.[cita requerida]
En 1623, una mujer negra llamada Mary llegó a bordo del barco "Margaret". La llevaron a trabajar en la misma plantación que Antonio, donde era la única mujer presente. Antonio y Mary se casaron y vivieron juntos durante más de cuarenta años.

### Conclusión de la servidumbre por contrato
Algún tiempo después de 1635, Antonio y Mary concluyeron los términos de su servidumbre por contrato. Antonio cambió su nombre a Anthony Johnson. Ingresó por primera vez en el registro legal como un hombre sin contrato cuando compró un ternero en 1647.
El gobierno colonial le otorgó a Johnson una gran parcela de tierra de cultivo después de que pagó su contrato con su mano de obra. El 24 de julio de 1651, adquirió un terreno bajo el sistema headright comprando los contratos de cinco sirvientes, uno de los cuales era su hijo Richard Johnson. El sistema headright funcionaba de tal manera que si un hombre traía sirvientes contratados a las colonias (en este caso particular, Johnson trajo a los cinco sirvientes), se le debían 50 acres por "cabeza" o sirviente. La tierra estaba ubicada en Great Naswattock Creek, que fluía hacia el  Pungoteague River en Condado de Northampton, Virginia. Con sus propios sirvientes contratados, Johnson tenía su propia granja de tabaco. De hecho, uno de esos sirvientes, John Casor, se convertiría más tarde en uno de los primeros hombres africanos en ser declarado contratado de por vida.
En 1652, "un incendio desafortunado" causó "grandes pérdidas" a la familia, y Johnson solicitó a los tribunales una desgravación fiscal. El tribunal redujo los impuestos de la familia y el 28 de febrero de 1652 eximió a su esposa Mary ya sus dos hijas de pagar impuestos "durante su vida natural". En ese momento, los impuestos se aplicaban a las personas, no a la propiedad. Según la ley de impuestos de Virginia de 1645, "todos los hombres y mujeres negros y todos los demás hombres de entre 16 y 60 años de edad serán considerados diezmables". No está claro en los registros por qué las mujeres Johnson fueron exentas, pero el cambio les dio la misma posición social que las mujeres blancas, que no estaban sujetas a impuestos. Durante el caso, los jueces señalaron que Anthony y Mary "han vivido como habitantes en Virginia (más de treinta años)" y habían sido respetados por su "trabajo duro y conocido servicio".
En la década de 1650, Anthony y Mary Johnson cultivaban 250 acres en el condado de Northampton, mientras que sus dos hijos poseían un total de 550 acres.

## Demanda de Casor
Cuando Anthony Johnson fue liberado de la servidumbre, fue legalmente reconocido como un "negro libre". Se convirtió en un granjero exitoso. En 1651, poseía y los servicios de cinco sirvientes contratados (cuatro blancos y uno negro). En 1653, John Casor, un sirviente negro cuyo contrato parecía haber comprado Johnson a principios de la década de 1640, se acercó al capitán Goldsmith, alegando que su contrato había expirado siete años antes y que Johnson estaba retenido ilegalmente. Un vecino, Robert Parker, intervino y convenció a Johnson de que liberara a Casor.

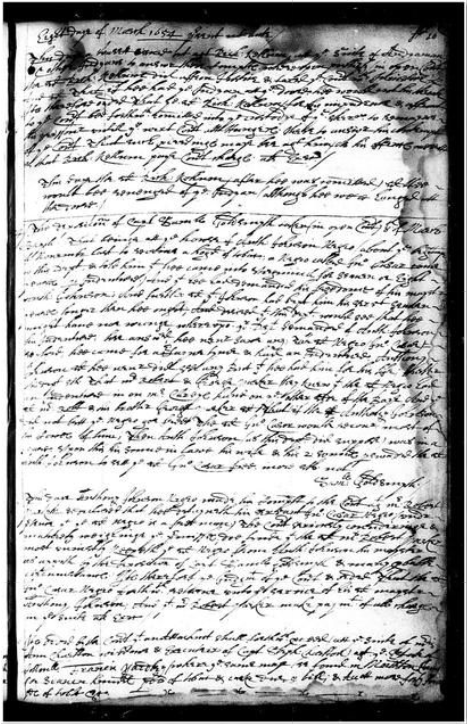
Veredicto del juzgado en el caso entre Johnson y Parker, declarando a Casor esclavo.
March 8, 1655

Parker le ofreció trabajo a Casor y él firmó un contrato con el plantador. Johnson demandó a Parker en la Corte de Northampton en 1654 por el regreso de Casor. La corte inicialmente falló a favor de Parker, pero Johnson apeló. En 1655, el tribunal revocó su fallo. Al descubrir que Anthony Johnson todavía "era dueño" de John Casor, el tribunal ordenó que fuera devuelto con las cuotas judiciales pagadas por Robert Parker.
Esta fue la primera instancia de una determinación judicial en las Trece Colonias que sostuvo que una persona que no había cometido ningún delito podía ser sometida a servidumbre de por vida.
Aunque Casor fue la primera persona que fue declarada esclava en un caso civil, hubo sirvientes contratados blancos y negros condenados a servidumbre de por vida antes que él.

### Importancia de la demanda de Casor
La demanda de Casor demuestra la cultura y la mentalidad de los plantadores a mediados del siglo XVII. Las personas hicieron suposiciones sobre la sociedad del condado de Northampton y su lugar en ella. Según los historiadores T.H. Breen y Stephen Innes, Casor creía que podía formar una relación más fuerte con su mecenas Robert Parker que la que Anthony Johnson había formado a lo largo de los años con sus mecenas. Casor consideró que la disputa era una cuestión de relación patrón-cliente, y esta suposición errónea resultó en que perdiera su caso en los tribunales y se dictara sentencia en su contra. Johnson sabía que los jueces locales compartían su creencia básica en la santidad de la propiedad. El juez se puso del lado de Johnson, aunque en asuntos legales futuros, la raza jugó un papel más importante.
La demanda de Casor fue un ejemplo de lo difícil que era para los africanos que eran sirvientes contratados evitar ser reducidos a la esclavitud. La mayoría de los africanos no sabían leer y casi no tenían conocimiento del idioma inglés. A los plantadores les resultó fácil obligarlos a la esclavitud al negarse a reconocer la finalización de sus contratos. Esto es lo que sucedió en "Johnson v. Parker". Aunque dos plantadores blancos confirmaron que Casor había completado su contrato por contrato con Johnson, el tribunal aún falló a favor de Johnson.

## Vida posterior

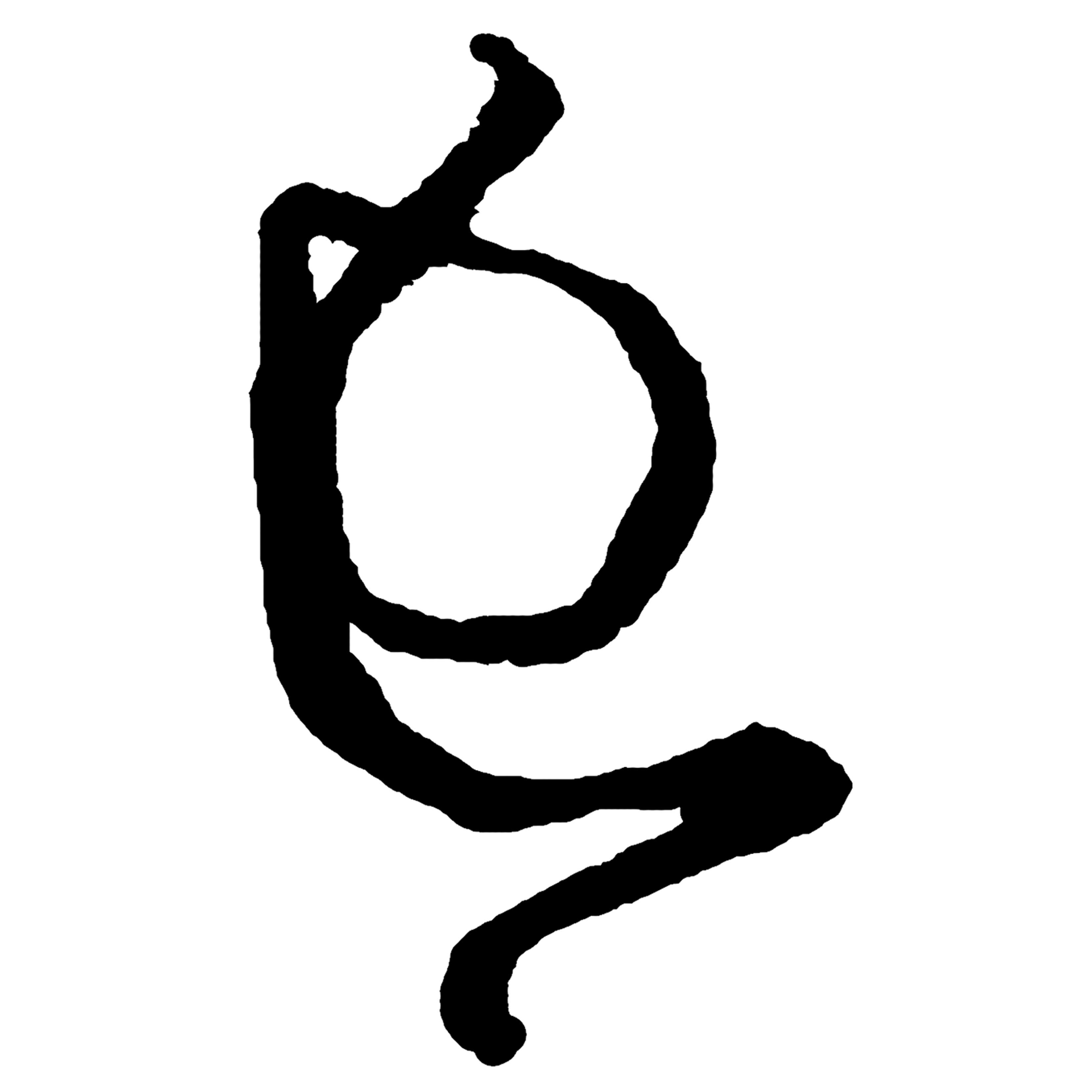
1666 Marca de Anthony Johnson

En 1657, el vecino blanco de Johnson, Edmund Scarborough, falsificó una carta en la que Johnson reconocía una deuda. Johnson no impugnó el caso. Johnson era analfabeto y no pudo haber escrito la carta; sin embargo, el tribunal otorgó a Scarborough de la tierra de Johnson para pagar su supuesta "deuda".
En este período temprano, los negros libres disfrutaban de una "relativa igualdad" con la comunidad blanca. Aproximadamente el 20% de los virginianos negros libres eran dueños de sus propias casas. En 1662, la Colonia de Virginia aprobó una ley por la que los niños de la colonia nacían con el estatus social de su madre, de acuerdo con el principio romano de "partus sequitur ventrem". Esto significó que los hijos de mujeres esclavas nacieron en la esclavitud, incluso si sus padres eran libres, europeos, cristianos y blancos. Esto fue una inversión del inglés common law, que sostenía que los hijos de los sujetos ingleses tomaban el estatus de su padre. El gobierno colonial de Virginia expresó la opinión de que, dado que los africanos no eran cristianos, el derecho consuetudinario podía aplicarse y no se les aplicaba.
Anthony Johnson se mudó con su familia al condado de Somerset, Maryland, donde negoció un contrato de arrendamiento de una parcela de tierra durante noventa y nueve años. Desarrolló la propiedad como una granja de tabaco, a la que llamó Tories Vineyards. 
Mary sobrevivió y en 1672 legó una vaca a cada uno de sus nietos.
Las investigaciones indican que cuando Johnson murió en 1670, su plantación fue entregada a un colono blanco, no a los hijos de Johnson. Un juez había dictaminado que "no era ciudadano de la colonia" porque era negro.
 En 1677, el nieto de Anthony y Mary, John Jr., compró un 44 acres (17,8 ha) granja a la que llamó Angola. Sin embargo, John Jr. murió sin dejar un heredero. Para 1730, la familia Johnson había desaparecido de su importancia histórica. La investigación genealógica sugiere que algunos de los otros descendientes de Anthony se mudaron a Delaware y luego a Carolina del Norte.